# Ян Фудун
Ян Фудун (杨福东 Yang Fudong, род. 1971, Пекин, Китай) — современный китайский художник, режиссёр.

## Образование
China Academy of Fine Arts, Hangzhou

## Творчество
- Ян Фудун является автором одних из красивейших произведений независимого китайского кино. Изысканные, черно-белые, снятые на плёнку 35 мм, работы Фудуна вызывают чувство анахронизма, сочетая лиризм китайской живописи с суровой картиной. Одна из последних работ Фудуна — «Seven Chinese Intellectuals». Эта серия — адаптация традиционных китайских историй известных как «Семь мудрецов из бамбуковой рощи». История семи мудрецов занимала художника ещё во время обучения живописи в Академии изящных искусств в Ханчжоу. После окончания учёбы Фудун переехал в Шанхай, где увидел молодых образованных людей с амбициями, находящихся в растерянности от того, что им не удается реализовать себя и понять, почему так происходит. Фудун преобразовал историю о бегстве философов в рассказ об отчуждении и растерянности. Медитативный фильм, сделанный в эстетике нуара, рассказывает о путешествии группы современных молодых людей, не давая ответа об их будущем.
- Темами его работ часто являются утрата эмоциональных чувств и аномия среди молодого поколения китайцев. Работы Фудуна не имеют повествовательной линии, они напоминают визуальные впечатления, полные крупных планов и широких панорам, с текстом на экзистенциальные или философские темы.
- Помимо фильмов, Фудун известен фотографиями (преимущественно, черно-белыми) и инсталляциями. Большая инсталляция «Close to the Sea», состоящая из десяти проекций, показывает историю влюблённых на берегу и кораблекрушение. На боковых экранах музыканты исполняют симфонию для духовых инструментов на скалах вдоль побережья.
- Действие полиэкранной инсталляции «К востоку от деревни Цюэ» разворачивается в сельской местности и посвящена выживанию в суровых условиях континентального Китая. В кадре преимущественно находится стая деревенских собак, заброшенных, больных, грызущихся за жизнь. Как и немногочисленные деревенские жители, они замкнуты в пустом жестоком пространстве и изолированы от всего остального мира.

## Персональные выставки
| - 2008 Seven Intellectuals in Bamboo Forest, Part one — EMMA — Espoo Museum of Modern Art, Espoo - 2008 East of Que Village — ShanghART Gallery, Шанхай - 2008 China in Transition — Kunstforeningen GL Strand, Копенгаген - 2008 No Snow on the Broken Bridge: Video Work By Yang Fudong — Phoenix Art Museum, Феникс - 2008 Yang Fudong — Museo de Arte Contemporáneo Esteban Vicente, Сеговия - 2007 No Snow on the Broken Bridge — ShanghART Gallery, Шанхай - 2006 Yang Fudong — Marian Goodman Gallery, Нью-Йорк - 2006 Half Hitching Post — BizArt, Шанхай - 2006 Film and Video installations by Yang Fudong — Parasol unit, Лондон - 2005 Yang Fudong — Solo-exhibition — Stedelijk Museum Amsterdam, Амстердам - 2005 Estranged Paradise — Mead Gallery — Warwick Arts Centre, Coventry (England) | - 2005 New generations — Yang Fudong — Museo d´arte contemporanea Castello di Rivoli, Турин - 2005 Yang Fudong — Don´t worry, it will be better … — Kunsthalle Wien (Museumsquartier), Вена - 2005 Yang Fudong — Galerie Marian Goodman, Париж - 2004 Yang Fudong — 5 Films — The Renaissance Society at The University of Chicago, Чикаго - 2004 Yang Fudong — Haunch of Venison — Zürich, Цюрих - 2004 YANG FUDONG — Galleria Raucci/Santamaria, Неаполь - 2004 Yang Fudong — Seven Intellectuals in Bamboo — TRANS>Editions, Нью-Йорк - 2004 Yang Fudong — Drei Filme — Gesellschaft für Aktuelle Kunst e.V. Bremen, Бремен - 2003 Yang Fudong — — The Moore Space, Майами - 2003 The Paradise [12] — Yang Fudong — Douglas Hyde Gallery, Дублин |

## Публичные коллекции
- Queensland Art Gallery / Gallery of Modern Art, Brisbane, QLD
- UCCA — Ullens Center for Contemporary Art, Пекин
- BizArt, Шанхай
- Shanghai Art Museum, Шанхай
- Centre Pompidou — Musée National d´Art Moderne, Париж
- Fondazione Morra Greco, Неаполь
- Musac — Museo de Arte Contemporáneo de Castilla y León, Леон